# Védőoltás

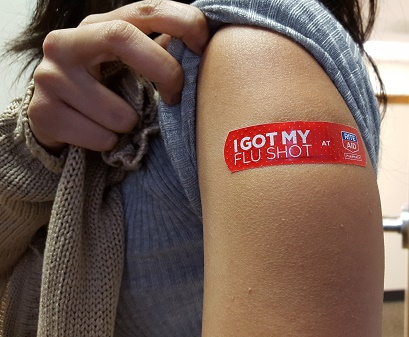
Fiatal nő mutatja az influenza védőoltásának helyét, miután megkapta egy gyógyszertárban

Ha egyre több ember szerez védettséget egy vírusos járványos betegséggel szemben, akkor egy idő után már annyian lesz a védett ember, hogy a vírus a beoltatlanokat se fogja tudni megfertőzni, mert nem tud eljutni hozzájuk az immunis embereken keresztül. Ezt a közösség védelmet nevezik nyájimmunitásnak

A védőoltás (vakcina) gyengített vagy elölt kórokozókat, azok fragmentumait (részeit) vagy kész ellenanyagot tartalmazó készítmény. Beadásának (vakcináció) célja a szervezet specifikus ellenállásának fokozása, mesterségesen előidézett immunitás. A védőoltások beadása után (mesterséges immunizáció) a szervezetben védettség alakul ki az adott kórokozóval szemben. Amennyiben egy közösségben elég embert oltanak be egy adott betegség ellen (az átoltottság elér egy bizonyos szintet), kialakul az adott betegséggel szembeni populációs szintű védettség (nyájimmunitás). A védőoltások világszerte nagy szerepet játszanak a fertőző betegségek megelőzésében. Minden országnak az a célja, hogy járványügyi helyzete kedvező legyen, és ennek érdekében alakítja védőoltási rendszerét (oltási rend). Az oltások egy része kötelező, más része választható. Az oltások időpontjait az oltási naptár  tartalmazza. Más oltások időpontját valamilyen eseményhez kötik (pl. külföldre utazás).
Az első mesterséges immunizálás Edward Jenner angol sebész oltóanyagával történt, amely az első védőoltás volt a világon. Jenner megfigyelte, hogy a tehénhimlővel (latinul Variola vaccina) fertőzött fejőnők és tehenészek nem kapják el az emberi fekete himlőt. A vakcina kifejezést Jenner használta. Az új módszerének a „vaccination” elnevezést adta, a tehén latin neve (vacca) után. Jennernek azonban nem volt magyarázata, hogy miért működött a módszere, mert akkor még senki sem látta a szubmikroszkopikus méretű Poxvirus variolae vírust. A Jenner-féle oltási eljárás sikeres volt, azonban a himlő visszaszorítása csak fokozatosan történt meg a világban. Az utolsó feketehimlő-járvány 1972-ben volt, az azóta megszűnt Jugoszláviában, ahol egy mekkai zarándoklat után Irakba látogató tanító volt a vírus behurcolója.
Azóta sok más kórokozó ellen is fejlesztettek vakcinát. A vakcinák tartalmazhatnak:
1. élő, gyengített kórokozókat (attenuált, azaz mesterségesen szelídített törzseket)
2. inaktivált, elölt kórokozókat vagy azok detoxikált termékét, amely antigénszerkezetét megtartotta
3. ellenanyag- (antitest-) tartalmú immunszérumot
4. molekuláris biológiai úton előállított speciális anyagokat, pl. 
  - génbázisú oltóanyagok (RNS- és DNS-vakcinák),
  - vektor alapú oltóanyagok,
  - fehérjealegység (subunit) alapú oltóanyagok,

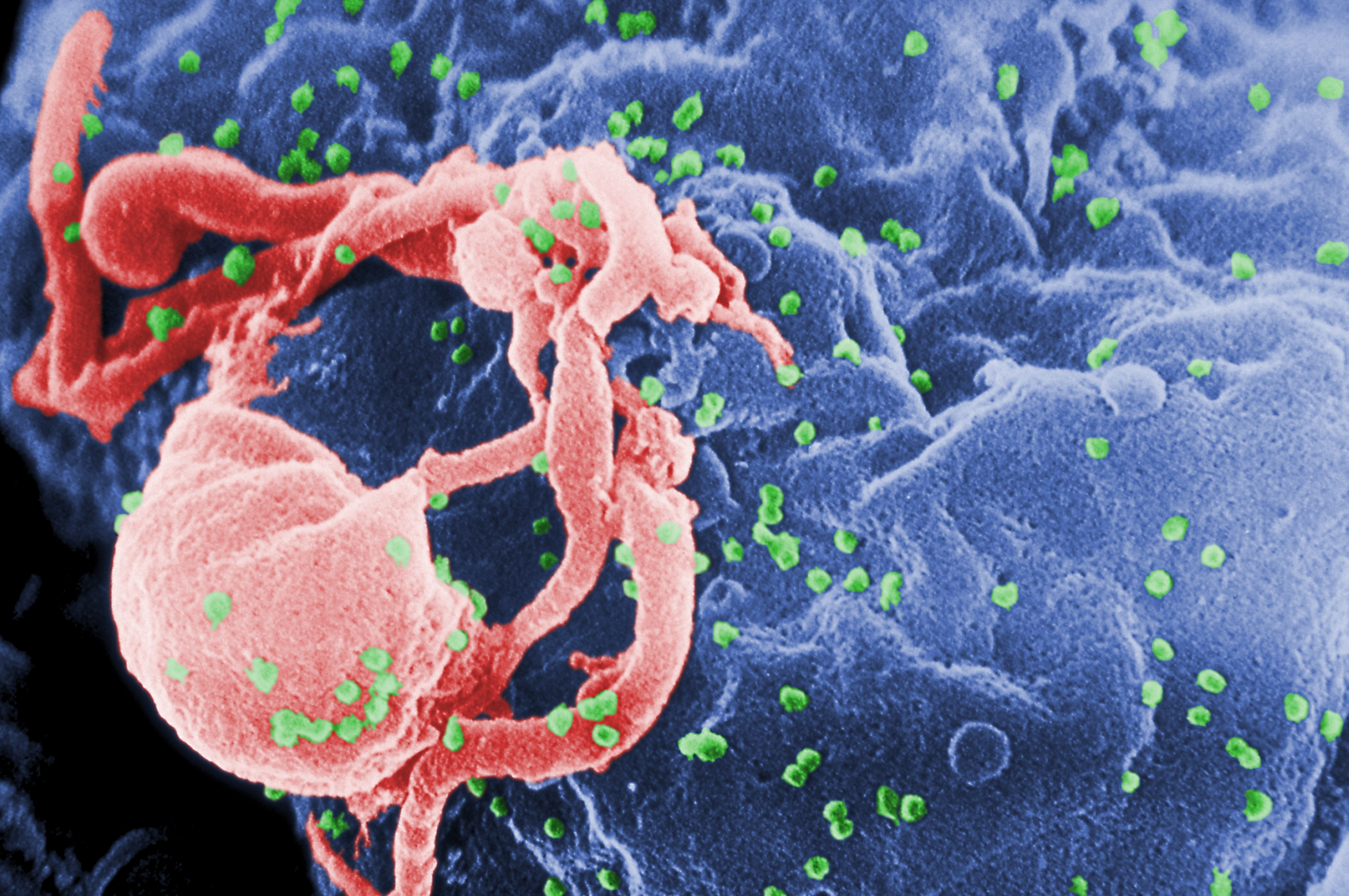
HIV-1 vírus szaporodása. Tenyésztett limfocita felszínén kijutnak az új virionok (zölddel színezve) (színezett pásztázó elektronmikroszkópos felvétel).

  - mRNS alapú oltóanyagot[6][7]

## Története

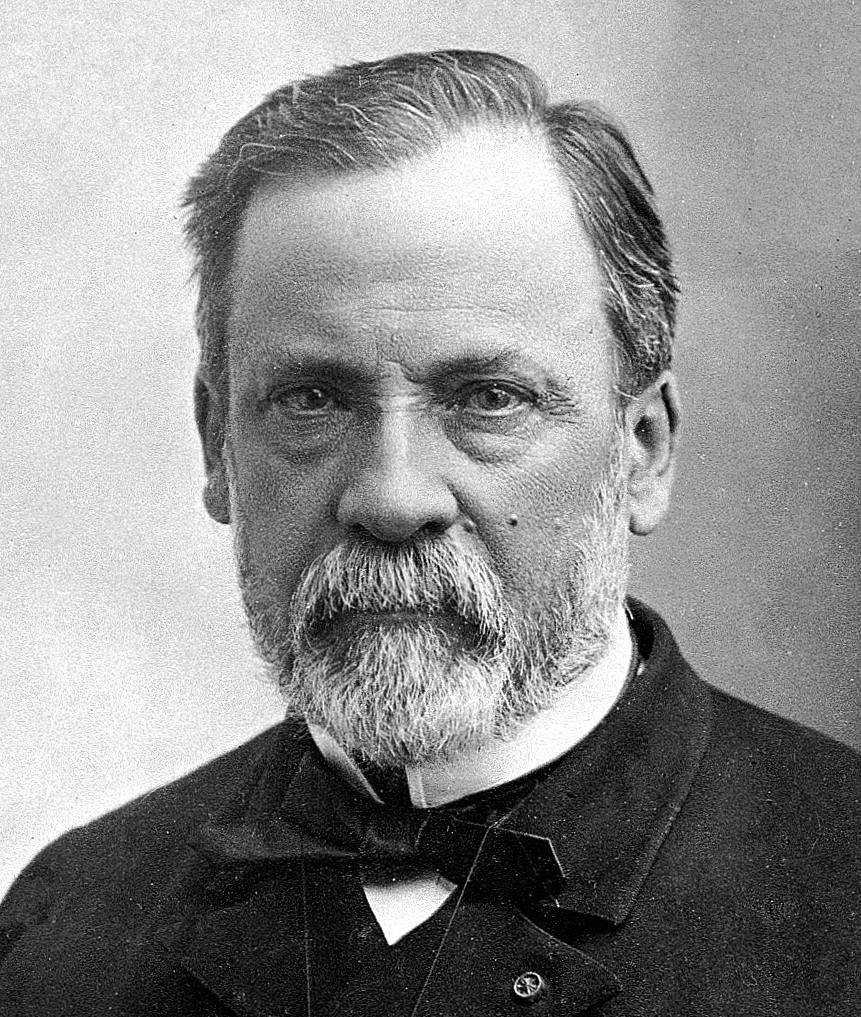
Louis Pasteur a mikrobiológia, az immunológia és a járványtan megalapítója

A fekete himlő elleni immunizálással már az i. e. 2. század elején kísérleteztek Indiában vagy Kínában. Az orvosok enyhe tünetekkel jelentkező betegeket kerestek, hólyagokat szedtek róluk, kiszárították, elmorzsolták, és ezt kellett az immunizálni kívánt személynek felszippantania az orrába.
1718-ban Mary Wortley Montagu arról tudósított, hogy a törökök ehhez hasonlóan könnyű lefolyású betegek váladékaival érintkeztek, hogy immunisak legyenek a himlőre. Maga is ugyanezt a módszert alkalmazta gyerekeinél. Az 1770-es évektől Sevel, Jensen, Jesty (1774), Rendall, Plett (1791) és társaik megfigyelték, hogy a fejőasszonyok immunissá váltak a fekete himlőre, miután átestek a tehénhimlőn. Kísérletileg ők is beoltották a családjukat és a barátaikat.

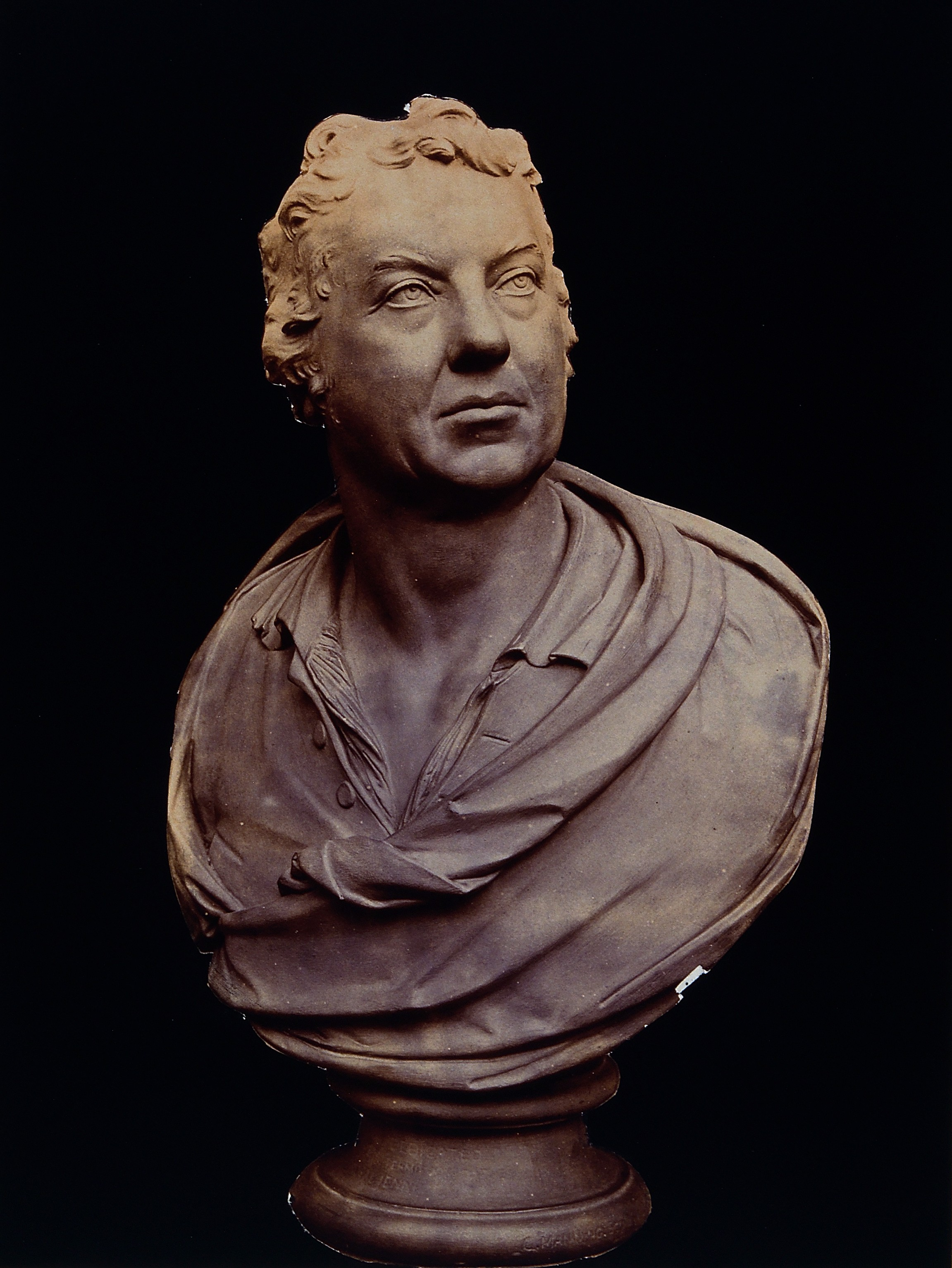
Edward Jenner mellszobra

Az 1796-os járvány alatt hasonló megfigyelést tett Edward Jenner angol sebészorvos is. Ő volt az első, aki a védőoltások kifejlesztésének terén megtette az első lépéseket. A tehénhimlős Sarah Nelmes fejőnő sebváladékát a nyolcéves és egészséges James Phipps karján ejtett sebbe dörzsölte. Phipps átesett a tehénhimlőn, meggyógyult, majd a fekete himlővel szennyezett anyaggal szemben immunisnak bizonyult. Később megismételte a kísérletet más gyermekkel is, köztük a saját fiával és arra a következtetésre jutott, hogy az oltás kockázat nélkül immunitást biztosít a fekete himlő ellen. Jenner volt az első, aki dokumentálta és a tudományos közvélemény elé tárta a vakcinálása eredményeit.
Az 1793-as philadelphiai sárgalázjárvány után, 1799-ben megnyílt a Philadelphia Lazaretto Quarantine Station. Minden, a városba érkező hajónak dokkolnia kellett itt, és alávetni magukat egy részletes ellenőrzésnek. A fertőzött utazókat karanténba zárták. Ez az állomás volt a világtörténelem első, modern értelemben vett karanténja. Benjamin Waterhouse, a Harvard Egyetem orvostani előadója 1800-ban levelet írt Thomas Jefferson akkori alelnöknek, melyben a tehénhimlő leküzdése elleni erőfeszítések szükségességére szerette volna felhívni a figyelmet. Jefferson lelkesen fogadta a kezdeményezést. Waterhouse a levél eredetijét később Edward Jennernek ajándékozta. 1820-ban a fekete himlő által okozott elhalálozások az előző évtizedéhez képest megfeleződött: 18 447-ről 7858-ra. 1855-ben Massachussets lett az első amerikai állam, amelyik kötelezővé tette a védőoltásokat.
Poroszországban 1874-ben lett kötelező a fekete himlő elleni védőoltás. A törvény bevezetése után, 1886-ban a 100 000 főre jutó halálozási ráta 1,94-re csökkent. Ausztriában, ahol az oltási rend lazább volt, ez az arány nagyobb volt, 39,28 és 94,79.
A 20. században további védőoltásokat fejlesztettek, többek között a diftéria, a kanyaró, a mumpsz és a rubeola ellen. A fejlesztések jelentős részét Maurice Hilleman vezette.

## Az immunizáció típusai

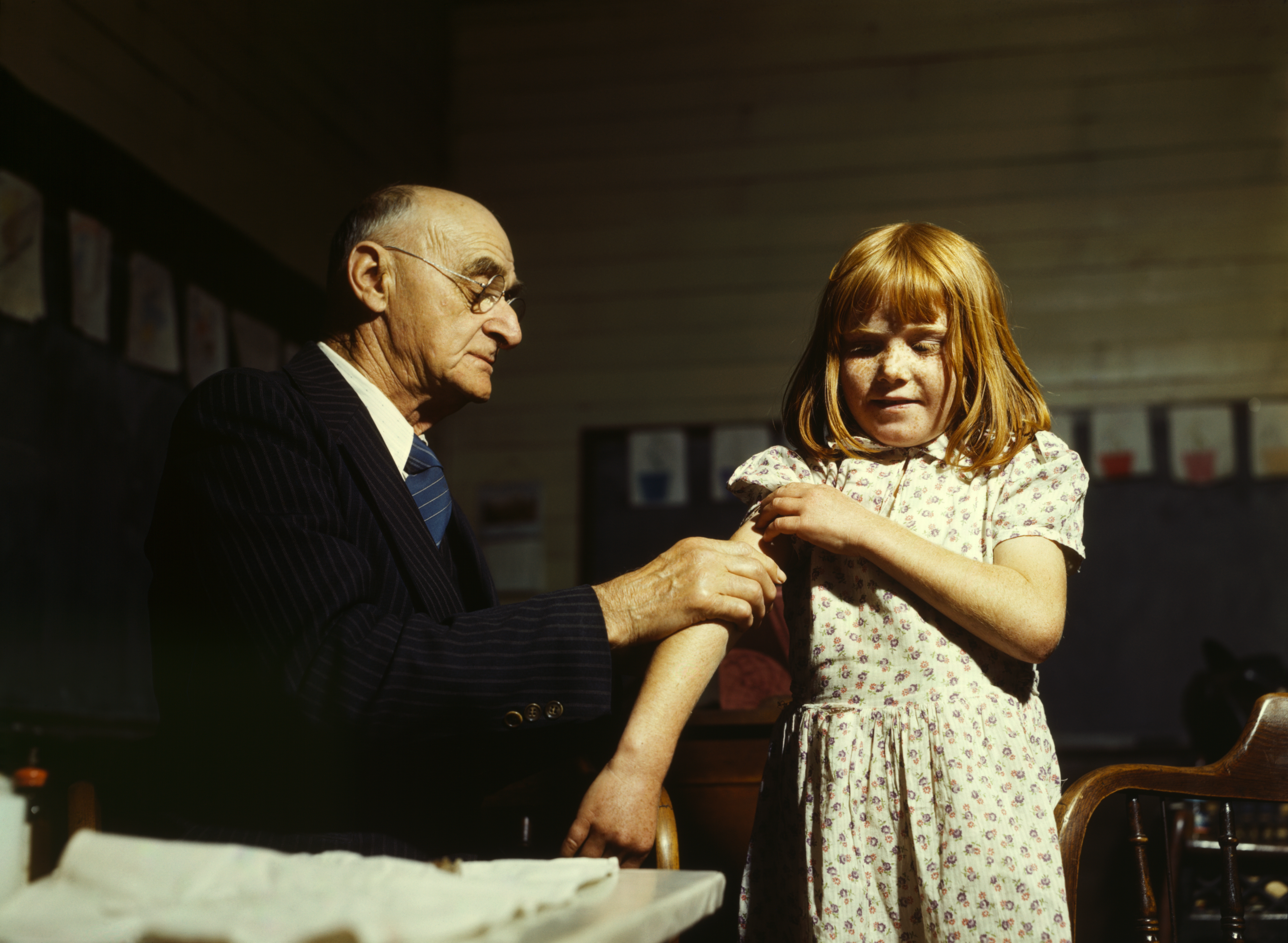
Gyermek tífusz elleni védőoltása egy texasi iskolában, 1943-ban

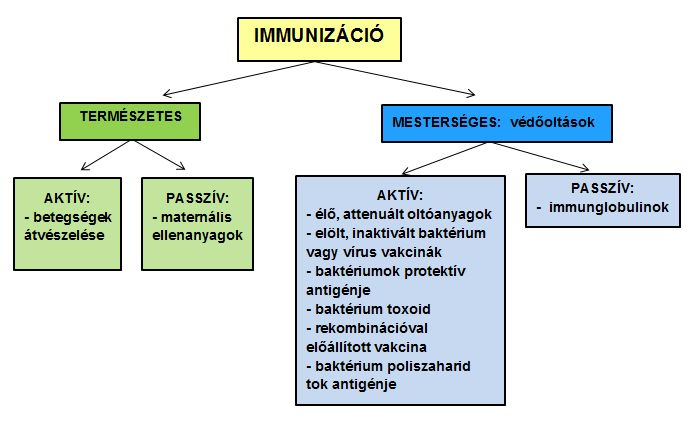
Az immunizáció formái

- Aktív immunizáció: a vakcina élő, gyengített kórokozókat vagy inaktivált, elölt kórokozókat, vagy más, speciális formában bejuttatott antigéneket tartalmaz. A szervezet immunrendszere a beadott védőoltásra immunválasszal reagál. Ez részben celluláris (sejtes), részben humorális (ellenanyagtermelés) válasz. A celluláris immunválaszban fehérvérsejtek (T és B limfociták), valamint makrofágok vesznek részt. A humorális válasz az adott kórokozóval szembeni ellenanyag termelődésének kiváltása. A folyamat során immunológiai memória alakul ki. Adott antigénnel való ismételt találkozás során gyorsabb és nagyobb az immunválasz.[12][13]
- Passzív immunizáció: egy bizonyos kórokozó ellen már kész ellenanyagot, azaz specifikus antitesteket juttatunk a szervezetbe. Ilyen védelemben részesülhetnek, akiknek:
- 1. védekezőrendszere nem tud megfelelően válaszolni a fertőzésre (gyengült immunrendszer)
- 2. nincsenek oltva, amikor a fertőzést megkapják (pl. veszettség)
- 3. ha várható egy kórokozóval való találkozás, de nincs idő a teljes oltássorozat beadására (pl. külföldi utazás előtti oltások). A passzív immunvédelem néhány napig/hétig tart, amíg ki nem ürülnek a beoltott antitestek.

## Védőoltások típusai

### Aktív immunizálás attenuált oltóanyaggal

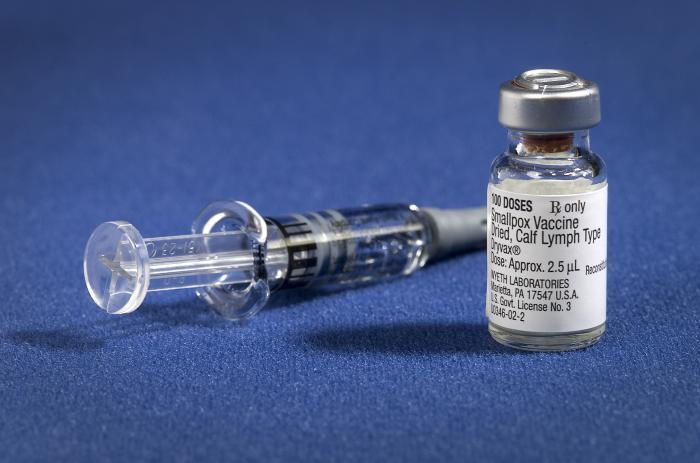
Fekete himlő ellen védettséget biztosító vakcina (mellette fecskendő)

Az attenuált oltóanyag élő, de legyengített kórokozókat tartalmaz. Ezek a szervezetbe bejutva nem okoznak betegséget, de szaporodnak, így a természetes fertőzéshez hasonló folyamatot utánozva váltják ki immunológiai hatásukat. Ritkán enyhe oltási betegséget is okozhatnak. Védőhatásuk hosszútávú, akár egész életen át is biztosíthatja a szervezet védelmét az adott betegséggel szemben.

### Aktív immunizálás elölt oltóanyaggal
Az elölt oltóanyaggal éppúgy kiváltható az immunválasz, mint az élő vakcinával, de a szervezetben a kórokozó nem szaporodik. Ismételt (ún. „emlékeztető”) oltásokkal váltható ki a megfelelő védelem.
Mivel az anyai ellenanyagok és a passzív immunglobulinok nem befolyásolják hatásukat, így pl. hepatitisz A, B vírus-, tetanusz-, veszettségfertőzés gyanúja esetén aktív és passzív védelem együtt is alkalmazható.
A nem élő vakcinák aktív komponensük szerint tartalmazhatnak:
- teljes elölt / inaktivált baktériumot (szamárköhögés, kolera)
- a baktérium protektív antigénjeit (acelluláris pertussis)
- toxoidot/anatoxint (kémiai úton hatástalanított (detoxikált) exotoxin: diftéria, tetanusz, kolera)
- elölt / inaktivált vírust (hepatitisz A vírus, IPV /inaktivált poliovírus vakcina, veszettség, kullancsenkefalitisz, influenza)
- reasszortációval készített, gyengített vírusokat (rota)
- géntechnológiával (élesztősejtek, rekombinációs technika) előállított protektív antigént (hepatitisz B vírus, humán papilloma vírus)
- poliszaharid tok antigént (Hib, pneumococcus, meningococcus, hastífusz)

### Passzív immunizáció ellenanyaggal
A kórokozóra specifikus ellenanyagok, főleg IgG osztályú antitestek beadása.
Az oltóanyagokat ellenanyagokkal rendelkező személyek vérsavójából állítják elő. A passzív immunizáláshoz antitestek alkalmazhatóak. Ez az immunizálási módszer nagyon gyorsan elkezd működni, de rövid ideig tartó védettséget biztosít, mivel az ellenanyagok természetesen lebomlanak és ha nincsenek B-sejtek, amelyek több antitestet termelnének, akkor eltűnnek.
Ma már csak humán immunglobulin készítményeket alkalmaznak. Létezik intravénásan beadható (IVIG) és szubkután (ScIg) forma. Jellemzője, hogy azonnali védelmet ad, de hatása átmeneti (az IgG lebomlik, átlagos felezési idő: 21 nap).
Az ellenanyag hozzákötődik a kórokozó meghatározott antigénjéhez és:
- a vírusokat neutralizálja (közömbösíti)
- a baktériumok szaporodását gátolja
- a fagocitózist elősegíti
- a komplementrendszert aktiválja
- a toxinokat semlegesíti

### Oltóanyagok összehasonlítása, együtt adása, oltások közti idő, egyedi elbírálást igénylő csoportok
Az élő oltóanyag a humorális immunitás mellett sejtes immunválaszt is kivált, amely az ún. „memóriasejtek” révén a beoltott egész életén át védettséget nyújthat. Az elölt kórokozók éppúgy kiválthatnak immunválaszt, mint az élő kórokozók, de egyes esetekben szükség lehet ismételt, ún. emlékeztető oltásokra a megfelelő védelem kialakításához.
A különféle élő oltóanyagok egyszerre is beadhatók. Ilyen kombinált oltás az MMR vakcina (morbilli-mumpsz-rubeola = kanyaró–fültőmirigy-gyulladás–rózsahimlő). Az oltások közötti intervallumokról az OEK az adott évi védőoltási módszertani levélben rendelkezik.
|        | I. O. | Év. v.       | BCG   | GG    |
| ------ | ----- | ------------ | ----- | ----- |
| I. O.  | 0     | 0            | 0     | 0     |
| Év. v. | 0     | 0 / 4 hét    | 4 hét | 2 hét |
| BCG    | 0     | 4 hét / 3 hó |       | 0     |
| GG     | 0     | 3 hó         | 0     | 3 hó  |

I. O.= inaktivált oltóanyag (beleértve DTPa-IPV+Hib, DTPa-IPV, meningococcus, pneumococcus, kullancsenkefalitisz, influenza, és hepatitisz A, B vakcinákat)
Év. v.= Élővírus-tartalmú vakcina (pl.: MMR, sárgaláz, varicella elleni vakcinák)
GG = Gamma-globulin
0 = Nem szükséges intervallumot tartani
0/4 hét = Egyidejűleg, vagy 4 hét intervallum betartásával adható
Védőoltások tekintetében egyedi elbírálást igényelnek a HIV-fertőzöttek, a lépeltávolítottak, az immunrendszer-károsodott koraszülöttek és a három hónapnál hosszabb ideig Magyarországon tartózkodó külföldi állampolgárságú gyermekek.

## A védőoltások szükségessége és kockázata

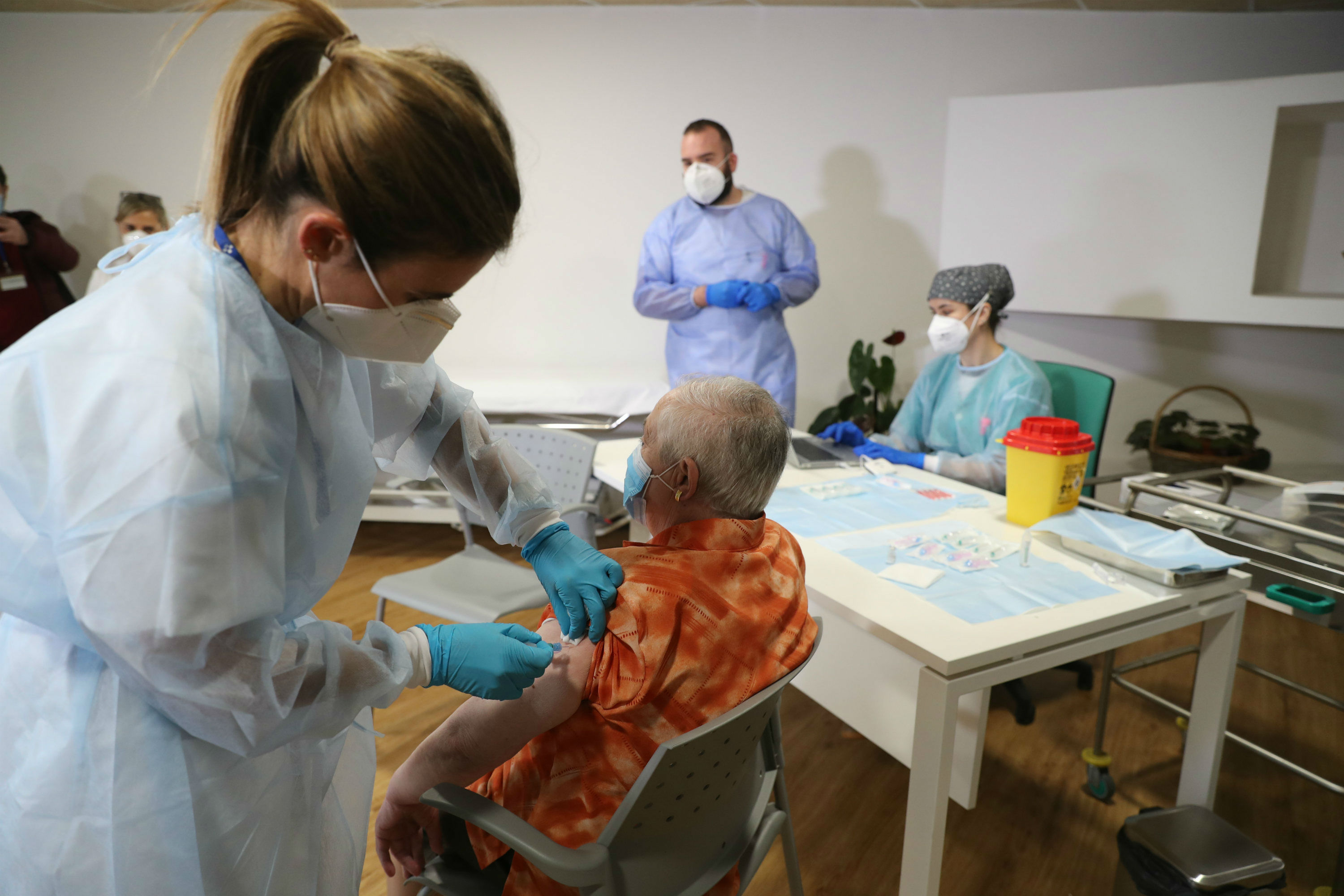
Az első ember immunizálása Spanyolországban 2020. december 27-én, a COVID-19 világjárvány során

Magyarország egészségügyi törvényének (1997. évi CLIV. tv.) 80. §-a értelmében:
„A fertőző betegségek megelőzése
a) a védőoltásokon és az egyéb megelőzést szolgáló kezeléseken,
b) a járványügyi érdekből végzett szűrővizsgálatokon,
c) az általános járványügyi feladatok teljesítésén,
d) az egyéni védőeszközök alkalmazásán, valamint
e) az egészségkultúra kialakításán
alapul.”
A törvény III. fejezete (Népegészségügy) 6. része foglalkozik a Járványügyi és Védőoltásokkal kapcsolatos kérdésekkel. Az Eü.tv. felhatalmazása alapján a 18/1998. (VI. 3.) NM rendelet tartalmazza a fertőző betegségek és a járványok megelőzésének érdekében szükséges járványügyi intézkedéseket.
A vakcináknak köszönhetően számos fertőző betegség szinte már eltűnt, vagy igen ritkává vált. Mégis fontos szem előtt tartanunk, hogy gyermekeink immunizálása változatlanul szükséges.
A védőoltásokkal megelőzhető fertőző betegségek ritkábban fordulnak elő, mert hosszú ideje nagy tömegeket oltanak ellenük. Az immunizálást mindaddig folytatni kell, amíg a betegségeket fel nem számoljuk. A védőoltásoknak köszönhetően az 1970-es évek végétől nincs fekete himlő a világban, és Európa gyermekbénulás-mentes, kb. 2000 óta. A védőoltásokkal kivédhető fertőző betegségek kórokozói állandóan jelen vannak a környezetünkben, és csak az oltás következtében kialakult védettség miatt nem tudnak betegséget okozni.
A már szinte feledésbe merült betegségek újból visszatérnének, ha a mára eltűnt (szakszóval eradikált) betegség védőoltásainak beadásával felhagynánk, hiszen a kórokozók változatlanul jelen vannak a környezetünkben. Egyre több ember lenne fogékony a fertőzésre, egyre többen betegednének, esetleg halnának meg.
A védőoltás a lehető leghatékonyabb mód, hogy az egyes fertőző betegségeket megelőzzük, illetve a súlyos lefolyást megakadályozzuk.

### Oltást követő nemkívánatos mellékhatások
A védőoltások a gyógyhatású készítmények egy különleges csoportjába tartoznak, az immunológiai készítmények közé. Feladatuk nem a szervezet hibás működéseinek átállítása vagy szabályozása, hanem az immunrendszer felébresztése, megerősítése egy adott kórokozóval szemben.
Ezek a tények ma már annyira ismertek, hogy a gyógyszerek esetében használt „mellékhatás” meghatározás helyett a szakemberek az „oltást követő nemkívánatos esemény” (OKNE, vagy angolul Adverse Event Following Immunisation) szakkifejezést alkalmazzák.
Az OKNE-eseteket előfordulásuk gyakorisága szerint az alábbi csoportokba soroljuk:
- Nagyon gyakori mellékhatások (10-ből több mint 1 oltottnál fordulnak elő)
- Gyakori mellékhatások (10-ből kevesebb mint 1 oltottnál fordulnak elő)
- Nem gyakori mellékhatások (100-ból kevesebb mint 1 oltottnál fordulnak elő)
- Ritka mellékhatások (1000-ből kevesebb mint 1 oltottnál fordulnak elő)
- Nagyon ritka mellékhatások (10 000-ből kevesebb mint 1 oltottnál fordulnak elő)

A gyakori események például: az injekció helyén fellépő fájdalom, bőrvörösség; az oltás helyén vagy a szövetek helyi megkeményedése, duzzanat, fáradtság, fejfájás, láz stb. Ezek a tünetek néhány nappal az oltást követően maguktól megszűnnek.
A ritkán vagy nagyon ritkán (azaz 10 000-ből kevesebb mint 1) előforduló tünetek között lehetnek súlyos események is. Ennek oka lehet az oltással összefüggő, de az oltástól független, az oltást követően jelentkező tünet is, a szervezetben már meglévő és az oltás által kiváltott tünet, a szervezet pont aktuális állapota (pl. túlérzékenysége). A bejelentett súlyos mellékhatásokról szóló beszámolók minden esetben kivizsgálásra kerülnek. Ezek a vizsgálatok teszik lehetővé, hogy egy adott készítmény valós kockázatait minél pontosabban le lehessen írni, majd annak eredményeit a gyakorlatban kamatoztassák. A bizottság által végzett vizsgálatok a védőoltás következményeinek a véletlen egybeeséstől történő elkülönítését is szolgálják.

### Tájékoztató Magyarországon az MMRVaxPro oltóanyag 2011. őszi alkalmazása során jelentett eseményekről
A kanyaró, mumpsz és rubeola elleni oltásokat 15 hónapos korban, folyamatos oltásként, majd általános iskola VI. osztályában kampány oltásként kapják a gyermekek.
2011 őszétől közbeszerzési eljárás alapján – 3 évre – a kombinált, élő, attenuált kanyaró, mumpsz és rubeola (MMR) elleni oltóanyagok közül az MMRVaxPro nevű készítmény került felhasználásra.
Az országban, az iskolákban kampányoltásokra 60 000 MMRVaxPro, 40 000 Priorix került szétosztásra. A szeptemberben kezdődő oltások után 2011. december 1-jéig összesen 45 főt érintően érkeztek a bejelentések (<0,1%). A kampányoltások során 5 megyéből 6 csoportos bejelentés során összesen 38 fő volt érintve. Az oltást végző orvosok által oltottak számához viszonyítva a reakciók 10–20%-ban fordultak elő. Ezen kívül 3 főnél egyedi esemény, míg folyamatos oltások esetében 4 bejelentés érkezett.
A reakciók megoszlása:
A jelentett események 84,4%-a (38 fő) lokális bőrpír, duzzanat (35 fő), 1 esetben viszketéssel, 2 főnél urticariával kiegészülve. Gyógyszeres kezelésre (Calcium, Suprastin) 6 gyermeknél, borogatásra 9 főnél került sor.
A további események:
- 3 főnél (6,6%) hányinger, szédülés
- 2 főnél (4,5%) karzsibbadás, fájdalom
- 1 főnél (2,2%) haematoma
- 1 főnél (2,2%) láz (8-11. napig)

A tünetek 28 főnél 5-10 percen belül, 13 esetben kb. 30 perc múlva jelentkeztek. Minden jelentett esemény pár napon belül gyógyult.
Összehasonlítva a készítmény alkalmazási előiratában írtakkal, valamint a korábbi évek (1998–2002, és 2004) tapasztalataival elmondható, hogy új, nem várt reakciót nem tapasztaltak, országos szinten a jelentésre kerülő lokális események az alkalmazási előiratban jelzetteknél is alacsonyabb gyakorisággal (> 0,1%) fordultak elő.

## A védőoltások hatása a fertőző betegségek számának alakulására

### A magyarországi helyzetről

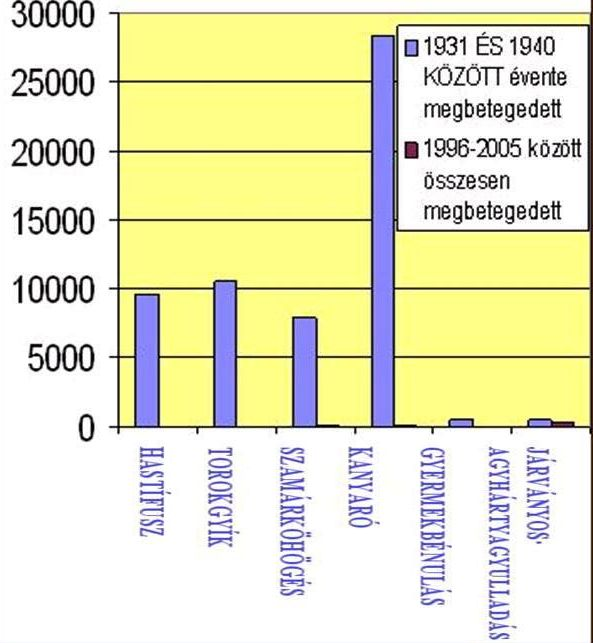
Fertőző betegségek számának alakulása

Magyarországon 1931 és 1941 között még csak a diphteria (torokgyík) ellen oltották a gyermekek egy részét. Védőoltások nélkül évente 57 097-en betegedtek meg és 2512-en haltak meg olyan betegségekben, amelyeket ma védőoltással meg lehet előzni: diphtheria (torokgyík), pertussis (szamárköhögés), morbilli (kanyaró), poliomyelitis (gyermekbénulás), meningitis (járványos agyhártyagyulladás), hastífusz. 1996 és 2005 között csak 571 megbetegedés és 63 haláleset történt (járványos agyhártyagyulladás).

### Vakcinák hatása az USA-ban
Az Egyesült Államokban egy védőoltásnak egy több évet átívelő, akár több ezer önkéntes bevonásával történő tesztfázison kell átmennie. Az első körben csak laboratóriumi vizsgálatok történnek, a következőben már élesben teszik próbára a készítményt egészséges, felnőttkorú önkéntesek bevonásával, és – amint az oltás hatásosnak és biztonságosnak bizonyul – elkezdődik a gyártási folyamat a Food and Drug Administration folyamatos ellenőrzése mellett, majd legvégül egy Advisory Committee on Immunization Practices elnevezésű bizottság kiértékeli a hosszú évek folyamán összegyűjtött adatokat, melyek alapján ajánlásokat tesznek a védőoltás bevezetésének konkrétumaival kapcsolatban. Amint a javaslatot a Center for Disease Control (Járványügyi Központ) igazgatója elfogadja, a védőoltás forgalomba kerül. Az oltások hivatali felügyelete itt sem áll meg, a Járványügyi Központ fenntartásával működik egy olyan rendszer, ahol a védőoltások beadása után bekövetkező mellékhatásokat lehet bejelenteni. Ez a Vaccine Adverse Event Reporting System, rövidítve VAERS. Az itt megtalálható adatok nem minősülnek orvosi bizonyítékoknak az oltások tényleges mellékhatásaival kapcsolatban, mivel a rendszerbe minden bejelentés felkerül, attól függetlenül, hogy az oltás lehet-e okozója a bejelentett tünetnek, betegségnek.
A bárányhimlő elleni védőoltások bevezetése előtt az Egyesült Államokban évente több mint 10 000 embert kellett kórházban kezelni a betegséggel, ebből átlagosan 100 és 150 halálos kimenetelű volt. 1937 és 1997 között fél millió gyermekbénulásos megbetegedés történt országszerte. Sok szülő inkább nem engedte kimozdulni a gyerekét otthonról, mert attól tartottak, hogy kapcsolatba kerülnek a betegséggel. A védőoltás bevezetése (1997) óta a gyermekbénulás az USA-ban (és általában a fejlett világban) szinte eltűnt.
| Betegség neve                                      | Esetszám a XX. században | Esetszám 2006-ban | Csökkenés |
| -------------------------------------------------- | ------------------------ | ----------------- | --------- |
| Kanyaró                                            | 503 282                  | 55                | 99,9%     |
| Torokgyík                                          | 175 885                  | 0                 | 100%      |
| Fültőmirigy-gyulladás                              | 152 209                  | 6 584             | 95,7%     |
| Szamárköhögés                                      | 147 271                  | 15 632            | 89,4%     |
| Fekete himlő                                       | 48 164                   | 0                 | 100%      |
| Rózsahimlő                                         | 47 745                   | 11                | 99,9%     |
| Haemophilus influenzae B = B típusú H.i. baktérium | 20 000                   | 29                | 99,9%     |
| Gyermekbénulás                                     | 16 316                   | 0                 | 100%      |
| Merevgörcs                                         | 1 314                    | 41                | 96,9%     |

## Oltási kontraindikációk
1. Lázas betegség
2. Immunológiai károsodás

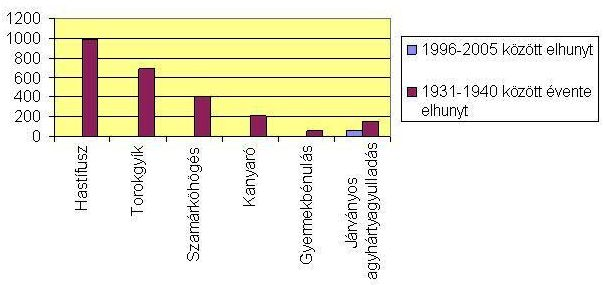
Fertőző betegségek okozta halálozások

3. Súlyos, oltást követő nemkívánatos esemény korábbi előfordulása
4. Terhesség (az első trimeszterben csak a legindokoltabb esetben végezhetők oltások akkor, ha a fertőzés lényegesen jelentősebb veszélyt jelent, mint az oltással összefüggő oltási reakció vagy egyéb oltást követő nemkívánatos esemény)
5. A vakcina bármely összetevőjével szembeni súlyos túlérzékenységi, anafilaxiás reakciók

Egy adott időszakban fennálló átmeneti kontraindikáció nem azt jelenti, hogy az adott oltást az ember később, optimálisabb egészségi állapotában nem pótolhatja (kivéve kampányoltások).

### Kontraindikációk továbbá
- allergia, asztma, atópiás dermatitisz, alimentáris tojásfehérje-allergia
- konvulzió a családi anamnézisben
- lokális szteroidkezelés
- dermatózisok, ekcéma vagy más lokalizált bőrbetegség
- krónikus szív-, tüdő- és vesebetegség
- neurológiai betegségek stabil állapota (pl. központi idegrendszeri bénulás, kontrollált epilepszia) és Down-szindróma
- újszülöttkori sárgaság
- újszülöttkori kis súly
- koraszülöttség
- alultápláltság

A celluláris szamárköhögés-komponenst tartalmazó vakcina klinikai tünetekkel járó, progresszív idegrendszeri betegségben szenvedő gyermeknek (pl. nem kontrollált epilepszia stb.) neurológiai kivizsgálás után adható.

## Magyarországi oltási rend

### Megbetegedési veszély esetén kötelező, önkéntesen igénybevehető oltások
Vannak megbetegedési veszély esetén kötelező védőoltások (hastífusz, diftéria, pertussis, kanyaró, rubeola, mumpsz, hepatitisz A – beteg környezetében, tetanus – sérüléstől, oltási előzményektől függően, veszettség).

### Munkakörhöz kapcsolódó oltások
Munkakörhöz kapcsolódó védőoltások lehetnek: hastífusz, kullancsencephalitis, hepatitis A és B, veszettség, diftéria, tetanusz, meningococcus, influenza, varicella elleni oltások.

### Külföldi utazásokkal kapcsolatos védőoltások
Külön szabályok vonatkoznak a külföldi utazásokkal kapcsolatos védőoltásokra. Magyarországon a sárgaláz, a hepatitis A és B, typhus abdominalis (hastífusz), a meningococcus meningitis (járványos agyhártyagyulladás), a veszettség, a kolera, a Japán-B-encephalitis a tetanusz és a poliomyelitis (gyermekbénulás) elleni védőoltások beadására van lehetőség. Hosszabb külföldi tartózkodás, tanulmányút vagy speciális feladatok ellátása előtt kibővülhet a sor az MMR (kanyaró-rózsahimlő-mumpsz), a varicella (bárányhimlő), a pneumococcus és az influenza elleni oltásokkal. Maláriával fertőzött területekre utazókat malária elleni gyógyszeres profilaxisban kell részesíteni. A többi szakmai kérdésben az Egészségügyi Világszervezet (WHO) által évente kiadásra kerülő útmutató (International Travel and Health) és az adott évi védőoltási módszertani levélben leírtak szerint javasolt eljárni.
Külföldre való utazással kapcsolatos védőoltásokról érdemes beszélni egy háziorvossal, vagy a Fővárosi Állami Népegészségügyi és Tisztiorvosi Szolgálatnál is lehet tájékozódni, esetleg az Országos Epidemiológiai Központ Nemzetközi Oltóközpontjánál is tudnak felvilágosítást adni.

### Nem kötelező védőoltások
| Oltás neve                   | Mi ellen véd?                                              | Kinek ajánlott? / Adagolása                                                                            |
| ---------------------------- | ---------------------------------------------------------- | --- |
| Mencevax AC, Menpovax AC     | Járványos agyhártyagyulladás                               | 2 éves kor felett                                                                                      |
| Meningitec, Menjugate        | Járványos agyhártyagyulladás                               | 2 éves kor alatt                                                                                       |
| Prevenar13, Prevenar7        | Streptococcus pneumoniae fertőzés elleni konjugált vakcina | Splenectomizált, immundeficiens betegek, liquor csorgás. 3 alkalommal.                                 |
| Pneumovax 23, Pneumo 23      | Streptococcus pneumoniae fertőzés                          | Splenectomizált, immundeficiens betegek, liquor csorgás. Egy alkalommal. Nem adható 2 év alatt.        |
| Fluarix, Vaxigrip-Imovax-Flu | Influenza                                                  | Csak az adott évben véd. Évente ismételni kell.                                                        |
| FMSE-inject, Encepur         | Kullancs encephalitis                                      | Kisiskolás kor felett adható. Kullancscsípésnek kitett személyeknek. 3 oltás szükséges a védettséghez. |
| Varilrix                     | Bárányhimlő                                                | 9 hónapos kor felett adható. 12 éves korig 1x, ez felett 2x.                                           |
| Rotateq, Rotarix             | Rotavírus gastroenteritis                                  | 6 hetes és 2 éves kor között.                                                                          |

## Viták, kételyek

### MMR vakcina körüli külföldi viták

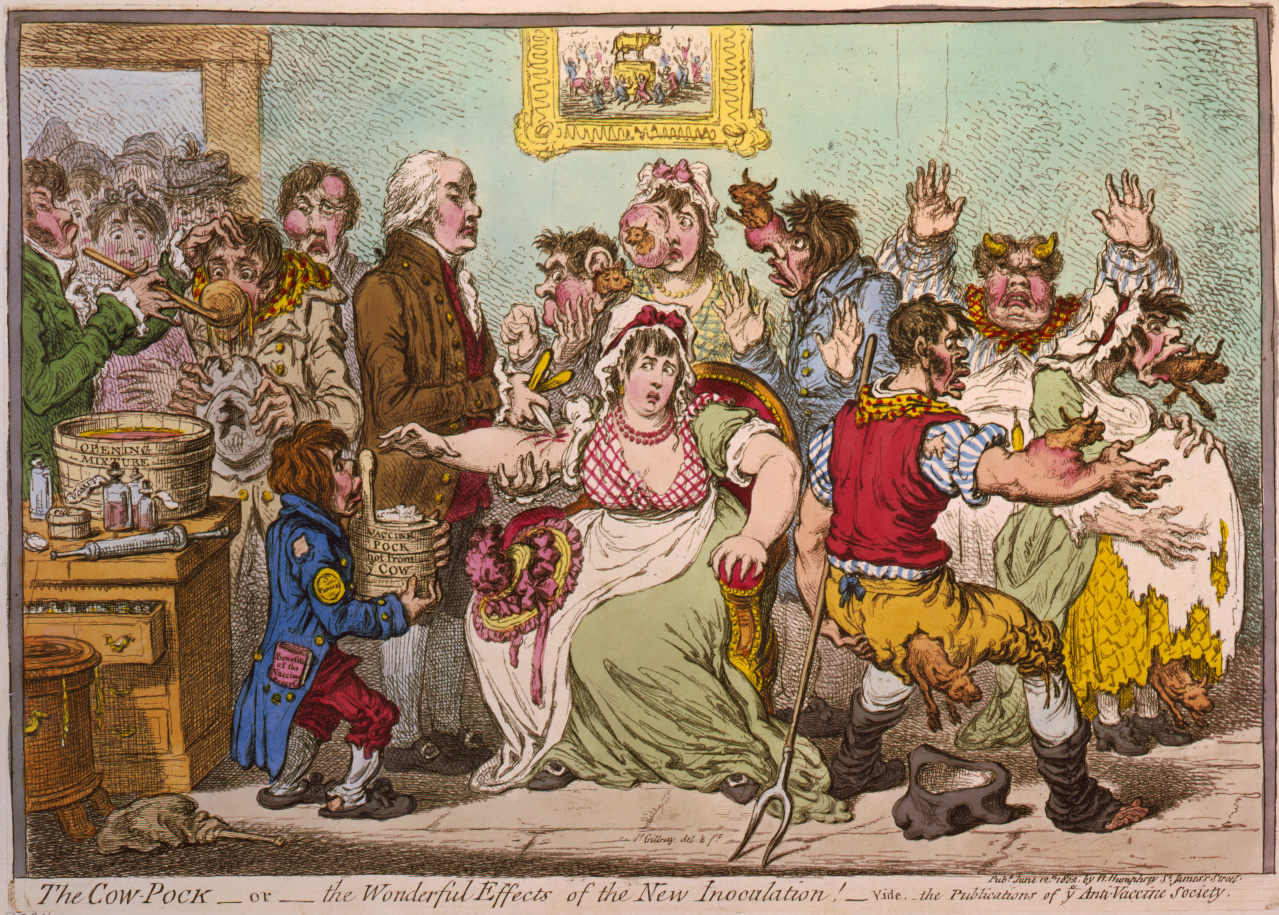
Egy 1802-es gúnyrajz Edward Jenner oltási elméletét körülvevő korai vitákról

A vita egyrészt az oltás higanytartalmú konzerválóanyaga – a tiomerzál –, másrészt az oltóanyag genetikai és immunológiai problematikája körül forog. Dr. Andrew Wakefield 12 munkatársával együtt 1998-ban bizonyítani próbálta, hogy az autisták bélbetegségét a kanyaró oltásból származó kanyaróvírus genetikai töredékének a bélfal anyagába való beépülése okozza. Állítása szerint az autista gyermek minél több MMR oltást kapott, annál nagyobb arányban mutatott autisztikus regressziót a fejlődésében és annál súlyosabb bélrendellenességek alakulnak ki nála.
A tanulmányt a Lancet folyóirat hozta le, de más kutatóknak nem sikerült bizonyítani az állításait. A tanulmányt jegyző 13 szerző közül 2004-ben 10 visszavonta azt, amikor kiderült, hogy Wakefield olyan ügyvédektől fogadott el pénzt, akik a kombinált oltáshoz használt vakcinákat gyártó gyógyszercégek beperelésén dolgoztak.
2010-ben a Lancet is visszavonta a cikket. A British Medical Journal (BMJ) folyóirat az adatok alapos elemzését követően 2011-ben szerkesztőségi állásfoglalásban tudományos csalásnak minősítette Wakefield eredményeit. Wakefieldet 2010-ben kizárták az angol orvosi jegyzékből, nem praktizálhat.
A történetben szerepet játszott Brian Deer oknyomozó újságíró. Állítása szerint Wakefield nem tájékoztatta a Lancetet, hogy anyagi támogatást kapott egy ügyvédtől, aki éppen vakcinagyártó cégeket perelt autista gyerekek szülei nevében. Szerinte Wakefield arról sem tájékoztatta az újságot, hogy a cikk megjelenése előtt szabadalmat nyújtott be egy „biztonságosabb” MMR vakcinára. Deer arra is fényt derített, hogy a közleményben kinyilvánított eredményei is hamisítottak. Visszakeresték a cikkben szereplő 12 autista gyermek egészségügyi dokumentációit, és abban más panaszok és más kórtörténet szerepelt, mint amit Wakefield állított. A cikk állítása szerint 11 gyermek vastagbél-biopsziája kóros volt, ám kiderült, a 11-ből 7 esetben a patológia teljesen normális leletet adott ki, rejtély, az elemzés során hogyan alakultak „kórossá”.
Ennek az eredménynek a nyomán autista gyerekek ezrein végeztek el később vastagbél-biopsziát. Ezután Wakefield újabb cikket publikált, állítását azzal kívánta bizonyítani, hogy autista gyerekek bélmintáiból PCR-rel kimutatták a kanyaróvírus genomját. Erről a laborról kiderült, nem tesz eleget a minimális szakmai követelményeknek, kanyarógenommal szennyezett, azaz bármiből végezve pozitív lesz a teszt, még ha kanyaró a közelében sem járt soha. Mindazonáltal sok szülő az autizmus miatti félelemből nem adatja be gyerekének ezt az oltást, ami miatt a kanyaró 14 év után újra megjelent Nagy-Britanniában, és 2008-ban már ezren kapták el.

### Gyermekek immunrendszere és az oltások

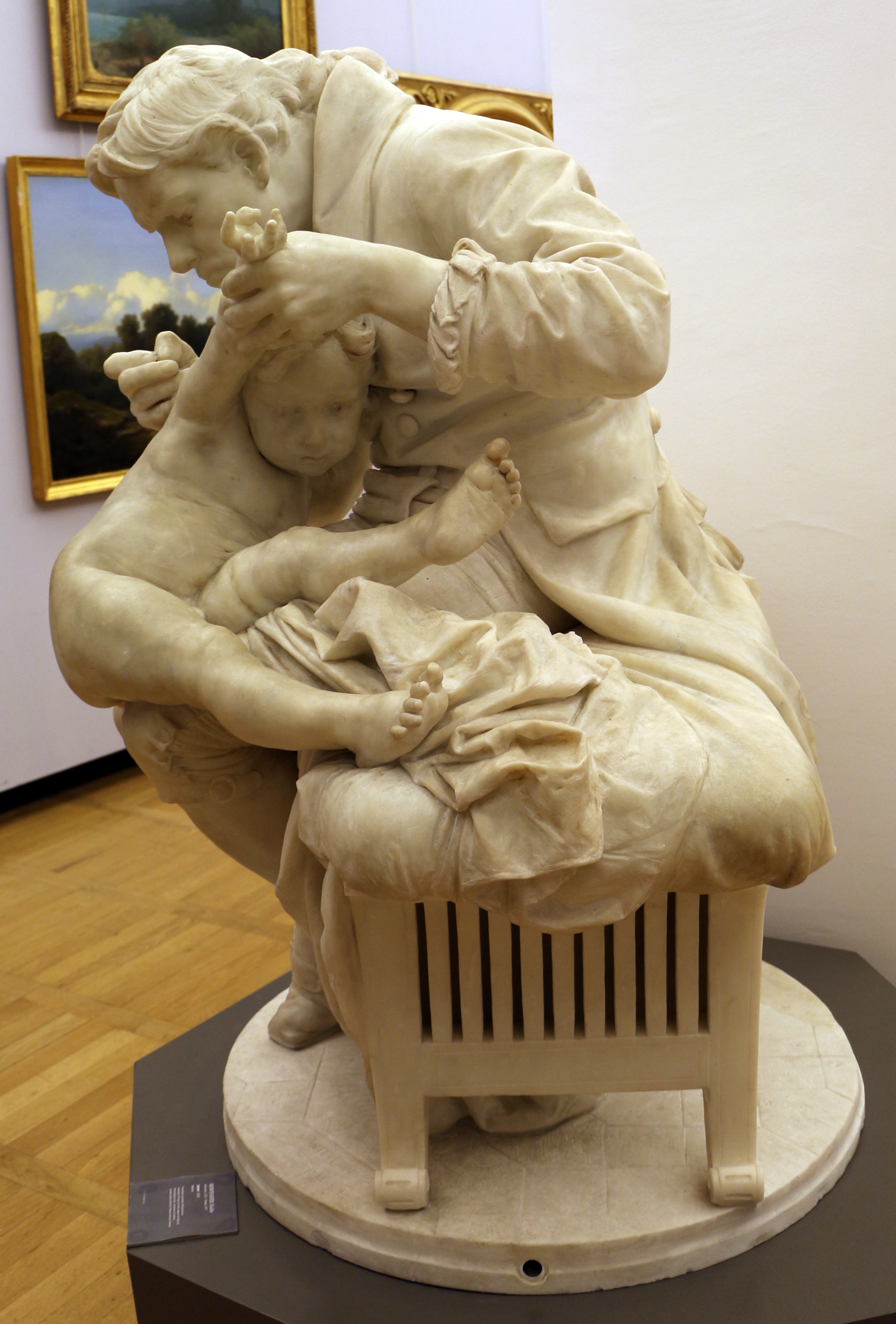
Giulio Monteverde: Edward Jenner beoltja a fiát

Egyes érvelések szerint a kisgyermekek immunrendszere még nem elég érett ahhoz, hogy több, egymás után beadott oltással megbirkózzon (vagy akár egyetleneggyel is), ami mellékhatásokhoz, megbetegedésekhez vezethet. Ez a félelem nagyrészt alaptalan, mivel az oltásokban fellelhető anyagok csak nagyon kis mennyiségben vannak jelen. Egy csecsemő immunrendszere egy átlagos hétköznapon is sokszorosan több kórokozónak van kitéve, mint amennyit egy védőoltással befecskendeznek neki.
Az igaz, hogy a jelenleg több kötelezően felveendő és ajánlott oltás van, mint évtizedekkel ezelőtt, de az oltásokkal beadott oltóanyagok koncentrációja annak csak a töredéke: Az Egyesült Államokban az 1980-as években beadott oltások tízszeresen inkább terhelték az immunrendszert a jelenlegieknél. A gyermekkorban általában előforduló betegségek, mint például a középfülgyulladás, sokkal nagyobb terhelést jelentenek az immunrendszernek, mint az oltások.
Az említett kételyek miatt a kisgyermekeknek Franciaországban adott, alább felsorolt védőoltásoknak a hatóság csak egy részét vette szigorúan, a többit csak tanácsként kezelték. Így a lakosság jelentős része évente mindig oltási védelem nélkül maradt. Ez az, amit egy 2017. januári francia jelentés állapított meg, megemlítve, hogy a franciaországi lakosok jelentős része eddig csak lazán követte a rendeleteket, illetve tanácsokat. Ez évtől kezdve a francia állami hatóság 11 fertőzés elleni védőoltást csecsemőkre kötelezővé tette, nevezetesen: diftéria, pneumococcus, meningococcus C (Neisseria meningitidis), kanyaró, mumpsz, tetanusz, járványos gyermekbénulás, szamárköhögés, haemophilus influenza B (lásd feljebb §4.2 Vakcinák hatása az USA-ban; táblázat), rózsahimlő és hepatitis B (B típusú májbetegség) ellen.

### Szerves higanyvegyületet tartalmazó védőoltások
Dr. Andrew Wakefield publikációja és túlzott aggodalma után a társadalomban kételyek merültek fel a szerves higanyvegyületet tartalmazó gyerekkori védőoltások biztonságosságával kapcsolatban, mivel a higany köztudottan rendkívül mérgező anyag, és ez a terület akkoriban még kevésbé volt kutatva. Azóta elővigyázatosságból, a társadalmi aggodalmak hatására a tiomerzált kivonták a pici gyermekeknek szánt kötelező védőoltásokból.
Jelenleg Magyarországon a gyermekkori kötelező védőoltásokban használt oltóanyag már nem tartalmaz tiomerzált (szerves higanyvegyület)! Viszont egyes nem kötelező védőoltásokban még megtalálható, amit a betegtájékoztatón feltüntetnek.
A félreértés a tiomerzál nevű molekulához vezethető vissza, amely viszont tényleg részét képezte egyes védőoltásoknak. A tiomerzál egy szerves vegyület (más néven: nátrium-etil-higany-tiobenzoát), amelynek egyik alkotóeleme a higany (Hg), de ez nem azt jelenti, hogy a vegytiszta higanynak bármelyik tulajdonsága jelen lenne a molekulában (például nem szupravezető) – ellenben a higany egyes szerves vegyületei is mérgezőek és még veszélyesebbek az elemnél vagy annak szervetlen vegyületeinél, mivel könnyebben felszívódnak. A tiomerzálnak is van ilyen hatása, ám a védőoltóanyagokba olyan keveset tettek, hogy az emberi szervezetre gyakorlatilag veszélytelen legyen. Tartósítóanyag gyanánt tették bele egyes oltásokba és az eljárás teljesen biztonságos, mivel a tiomerzál nem lép kölcsönhatásba az oltóanyaggal – tehát annak minőségét nem rontja.
Az MMR-vakcinákhoz hasonlóan a tiomerzál tartalmú oltásokkal szemben is megfogalmazódott az a vád, hogy az oltások beadása megnöveli az autizmus kialakulásának kockázatát. Hviid és munkatársai 467 ezer, 1990 és 1996 között született gyermek életútját követték nyomon, és minden egészségügyi beavatkozást (beleértve a kapott oltásokat) feljegyeztek, és az adatok elemzése után kiderült, hogy a tiomerzált tartalmazó oltásokkal beoltottak, de tiomerzált tartalmazó oltásokat nem kapók és a teljesen oltatlanok között is ugyanolyan gyakorisággal fordulnak elő az autizmus tünetei. Heron és munkatársai hasonló elemzésnek vetettek alá 14 ezer, 1991–92-ben született gyereket, és hasonló eredményre jutottak.